# 25e brigade de fusiliers motorisés de la Garde
La 25e brigade de fusiliers motorisés de la Garde est une brigade des forces terrestres russes, héritière des traditions militaires du 13e régiment de fusiliers de la Garde (ru). L'unité a été engagée en Ukraine dans la bataille de Kharkiv, où elle a subi des pertes qualifiées d'irréparables par l'état-major ukrainien.

## Histoire
Le prédécesseur de la 25e brigade de fusiliers motorisés de la Garde est le 666e régiment de fusiliers, qui a été formé le 18 août 1940 et transformé en 13e régiment de fusiliers de la Garde (ru) le 18 septembre 1941. De 1956 à 1993, le régiment (puis la brigade) sert d'unité d'entraînement basée dans le village de Kadaga près d'Adazi, en RSS de Lettonie. La 25e brigade de fusiliers motorisés de la Garde n'est officiellement créée que le 11 mars 1992. Le 11 novembre 1993, la brigade se retire en Russie et devient pour être basée sur un site de stockage d'équipement militaire située dans les environs de Pskov, également dédié à l'entraînement des troupes russes. 

### Guerre russo-ukrainienne
Dès 2016, des éléments de la 25e brigade de fusiliers motorisés effectuent des rotations à proximité de la frontière ukrainienne, dans un camp établi dans les environs de Rostov-sur-le-Don pour s'y entraîner. Des photos publiées sur les réseaux sociaux par un soldat de la brigade, Nikolay Anashkin, exploitées par InformNapalm (en), révèlent également que des éléments de la brigade ont été basés dans une école à proximité de Starobecheve, dans l'oblast de Donetsk. Les éléments du compte VK d'Anashkin montrent également les liens tissés entre les troupes russes et les séparatistes du Donbass.
Lors de l'invasion de l'Ukraine, la 25e brigade fait partie des forces russes qui attaquent Kharkiv le 24 février. Dans ces combats, la brigade subit des pertes très lourdes, qui la pousse à se replier en Russie le 8 mars, dans les environs de Nekhoteyevka (en), dans l'oblast de Belgorod. Depuis cette retraite, la brigade est en cours de reconstitution.

## Composition
- Quartier général[5]
  - compagnie de commandement[5]
  - 1er bataillon de fusiliers motorisés[5]
  - 2e bataillon de fusiliers motorisés[5]
  - 3e bataillon de fusiliers motorisés[5]
  - bataillon du Génie[5]
  - bataillon de communications[5]
  - bataillon de réparation et de récupération[5]
  - bataillon de soutien matériel[5]
  - compagnie de tireurs d'élite[5]
  - compagnie NRBC[5]
  - compagnie de drones[5]
  - compagnie médicale[5]
  - compagnie EMP[5]
  - peloton d'instructeurs[5]
  - peloton de simulateur[5]
  - bataillon de chars[5]
  - peloton de commandement de l'artillerie[5]
    - 1er bataillon d'obusiers automoteurs[5]
    - 2e bataillon d'obusiers automoteurs[5]
    - bataillon d'artillerie lance-roquettes multiples[5]
    - bataillon d'artillerie antichar[5]

  - peloton de commandement et de reconnaissance radar (supervision de la défense aérienne)[5]
    - bataillon de missiles antiaériens[5]
    - bataillon d'artillerie antiaérienne (roquettes antiaériennes)[5]

  - peloton de gestion (commandement du bataillon de reconnaissance)[5]
    - bataillon de reconnaissance[5]